# إميل يوهان لامبرت هنريكر
إميل يوهان لامبرت هنريكر (بالألمانية: Emil Heinricher)‏ (و. 1856 – 1934 م) هو عالم نبات، وأستاذ جامعي من النمسا . ولد في ليوبليانا .
وهو عضو في الأكاديمية البروسية للعلوم، والأكاديمية الألمانية للعلوم ليوبولدينا.
توفي في إنسبروك .